# Die blaue Mazur
Die blaue Mazur är en operett i två akter och mellanspel med musik av Franz Lehár och libretto av Leo Stein och Béla Jenbach. Den hade premiär den 28 maj 1920 på Theater an der Wien i Wien.

## Historia
I operetten använde sig Lehár av polska stilelement i sitt komponerande. Titeln anspelar på polska folkdansen mazurka. Trots verkets blandade musikstil lyckades det inte bli ett repertoarverk. Idag spelas operetten som helhet mycket sällan. Enstaka musiknummer framförs på konserter. Mest bekant är sången Tanzt der Pole die Mazur.

## Personer
- Julian Graf Olinski (Tenor)
- Blanka von Lossin (Sopran)
- Clemens Freiherr von Reiger (Baryton)
- Adolar (Engelbert) von Sprintz, hans brorson (Tenor)
- Albin Edler von Planting (Baryton)
- Leopold Klammdatsch (Baryton)
- Gretl Aigner (Sopran)
- Jan von Zastoja (Baryton)
- von Hanschmann (Baryton)
- von Freyhoff (Baryton)

## Handling
Operetten utspelas i Polen och handlar om det till en början så olyckliga äktenskapet mellan grevinnan Blanka von Lossin från och den polske greven Olinski. På grund av hennes makes otrohet lämnar hon honom och söker lyckan annorstädes. I slutet inser båda att de hör samman.

## Musiknummer
Nr. 1 Introduktion och brudfölje
Nr. 2 Duett: Dieses kleine Medaillon
Nr. 3 Marschduett: Seit Bestand der Weltgeschichte - Ich bin zum ersten Mal verliebt
Nr. 4 Adolars sång: Warum soll ich denn schlafen gehen
Nr. 5 Valssång: Ich darf nur eine lieben
Nr. 6 Final I: Du meines kleines Medaillon - Was sich ein Mädchen erträumet - Du meiner Seele holder Abgott Du (på polska)
Nr. 6a Entr'akt
Nr. 7 Gavott-Terzett: Verrauscht sind längst der Jugend Zeiten
Nr. 8 Madrigalkvintett: Ein Weib ist im Haus
Nr. 9 Final II: Ich bin allein - Lockend erwartet mich das Leben - Du meiner Seele holder Abgott Du (på polska)
Nr. 10 Vals-scen
Nr. 11 So bin ich also frei - Wir wollen es den Menschen verschweigen
Nr. 12 Danssång: Wenn ich die Bühne betrete - Klinge Du süße Musik
Nr. 13 Mazurka: Tanzt der Pole die Mazur
Nr. 14 Duett: Lumperl, Lumperl einmal muß es sein - Mädel mein süßes Grederl
Nr. 15 Final III: meine Landleute und Freunde - Der junge Graf war ein leichtlebiger Gesell - Wer die Liebe kennt - Nur mit einer tanzt der Pole die blaue Mazur